# Oligomyrmex afghanus
Oligomyrmex afghanus är en myrart som beskrevs av Bohdan Pisarski 1970. Oligomyrmex afghanus ingår i släktet Oligomyrmex och familjen myror. Inga underarter finns listade i Catalogue of Life.